# 王炳璿
王炳璿（1538年—？），字幼文，直隸蘇州府崑山縣人，民籍，明朝政治人物。

## 生平
隆庆四年（1570年）庚午科應天府鄉試第十六名，萬曆二年（1574年）甲戌科會試第一百二十八名，登三甲第二十三名進士。授上饶知县，多異政。入为刑部主事，遷员外郎、郎中，出为德安府知府。曾考校德安士子，無當意者，唯拔取童子七人，都很稚小。後七人都中第。

## 家族
曾祖王銀，贈翰林院編脩；祖父王同祖，曾任國子監司業兼司經局校書；父王法，曾任監生。母陸氏。慈侍下。兄王炳衡（知县）。弟炳輔、炳阳、炳权、炳枢、炳昂、炳魁、炳斗。